# Google Brain
Google Brain — это исследовательский проект Google по изучению искусственного интеллекта на основе глубокого обучения. В нём сочетаются открытые исследования в области машинного обучения с разработкой систем и вычислительными мощностями в масштабах Google.
В апреле 2023 года команда была объединена с бывшей дочерней компанией Google – DeepMind и образовала Google DeepMind.

## Миссия
Миссия Google Brain заключается в улучшении жизни людей при помощи создания более умных машин. Для этого команда фокусируется на создании гибких моделей, которые способны самостоятельно получать признаки, а также эффективно использовать данные и вычислительные мощности.
Команда Google Brain приводит следующее описание: «Данный подход является частью более широкой области машинного обучения, чем глубокое обучение, и гарантирует, что наша работа будет иметь огромную значимость для решения практических задач. Более того, наш опыт в области систем дополняет этот подход, позволяя нам создавать инструменты для ускорения исследований в области машинного обучения и раскрывать их практическую ценность для мира.»

## История
Так называемый проект «Google Brain» начался в 2011 году как сторонний исследовательский проект научного сотрудника Google Джеффа Дина, исследователя Google Грега Коррадо и профессора Стэнфордского университета Эндрю Ына. Ын интересовался использованием методов глубокого обучения для решения задач искусственного интеллекта с 2006 года, а в 2011 году начал сотрудничать с Дином и Коррадо для создания крупномасштабной системы глубокого обучения DistBelief поверх инфраструктуры облачных вычислений Google. Google Brain был запущен как проект Google X и стал настолько успешным, что вернулся обратно в Google: Астро Теллер сказал, что Google Brain окупил всю стоимость Google X.
В июне 2012 года New York Times сообщила, что кластер из 16000 компьютеров, предназначенных для подражания некоторым аспектам деятельности мозга человека, обучился распознаванию котов на основе 10 миллионов цифровых изображений, полученных из роликов на YouTube. Также эта история была освещена на National Public Radio и в Smart Planet.
В марте 2013 года Google наняла Джеффри Хинтона, ведущего исследователя в области глубокого обучения, и приобрела компанию DNNResearch, которой руководил Хинтон. Хинтон сказал, что будет распределять своё время между исследованием в университете и работой в Google.
26 января 2014 года несколько новостных изданий заявили, что Google купила DeepMind Technologies за неназванную сумму. Позднее аналитики объявили, что компания была приобретена за 400 миллионов фунтов (650 миллионов долларов, или 486 миллионов евро), хотя в последующих отчетах покупка оценивалась более чем в 500 миллионов фунтов. Как сообщается, это приобретение произошло после того, как Facebook завершил переговоры с DeepMind Technologies в 2013 году, в результате которых не была достигнута договорённость о покупке компании.
В апреле 2023 года Google Brain объединилась с дочерней компанией Google – DeepMind и образовала Google DeepMind в рамках продолжающихся усилий компании по ускорению работы над ИИ.

## Последние достижения

### Система шифрования, разработанная искусственным интеллектом
В октябре 2016 года Google Brain провела эксперимент по шифрованию сообщений. В нем два набора ИИ разработали свои собственные криптографические алгоритмы для защиты своих сообщений от другого ИИ, которые в свою очередь направлены на развитие собственной системы для взлома шифрования, созданного ИИ. Исследование оказалось успешным, поскольку два первоначальных ИИ смогли с нуля обучиться общению друг с другом.
В данном эксперименте были созданы три ИИ: Алиса, Боб и Ева. Цель эксперимента состояла в том, чтобы Алиса послала сообщение Бобу, который сможет его расшифровывать, а Ева попыталась бы перехватить данное сообщение. При этом ИИ не давались чёткие инструкции о том, как шифровать их сообщения. Им была предоставлена только функция потерь. Следствием этого стало то, что если во время эксперимента общение между Алисой и Бобом не увенчалось успехом (сообщение Алисы было неправильно истолковано Бобом или перехвачено Евой), то в последующих раундах криптография изменяется таким образом, чтобы Алиса и Боб смогли безопасно общаться. Действительно, данное исследование позволило сделать вывод о том, что ИИ может разработать собственную систему шифрования без заранее прописанных алгоритмов шифрования, что может стать прорывом в области шифрования сообщений в будущем.

### Улучшение изображений
В феврале 2017 года Google Brain анонсировала систему улучшения изображения, использующую нейронные сети для заполнения деталей изображений с очень низким разрешением. В представленных примерах изображения с разрешением 8x8 преобразуются в изображения с разрешением 32x32.
Программное обеспечение использует две различные нейронные сети для создания изображений. Первая, называемая «условной сетью», отображает пиксели из изображения с низким разрешением в пиксели более качественного изображения, понижая разрешение последнего до 8×8 и пытаясь найти совпадение. Вторая сеть — «предварительная», которая анализирует пикселизованное изображение и пытается добавить детали на основе большого количества изображений с высоким разрешением. Затем, при масштабировании исходного изображения 8×8, система добавляет пиксели, основываясь на своём знании того, что должно быть на картинке. Наконец, выходы из двух сетей объединяются для создания окончательного изображения.
Это представляет собой прорыв в улучшении изображений с низким разрешением. Несмотря на то, что добавленные детали не являются частью настоящего изображения, а представляют собой только наилучшие догадки, технология показала впечатляющие результаты в реальных испытаниях. Когда людям показывали улучшенное изображение и настоящее, они ошибались в 10 % случаев на фотографиях знаменитостей и в 28 % случаев на фотографиях спален. Производится сравнение с предыдущими разочарующими результатами, где обычное бикубическое масштабирование всегда правильно определялось человеком.

### Переводчик Google
Недавно команда Google Brain достигла впечатляющих результатов в Переводчике Google, который является частью проекта Google Brain. В сентябре 2016 года команда запустила новую систему — нейронный машинный перевод Google (GNMT), которая представляет собой сквозную систему обучения, способную учиться на большом количестве примеров. Хотя её внедрение значительно повысило качество Переводчика Google для пилотных языков, было очень сложно создать такие улучшения для всех 103 поддерживаемых языков. Для решения данной задачи команда Google Brain смогла разработать многоязыковую версию GNMT, которая расширила предыдущую и позволила осуществлять перевод между несколькими языками. Более того, она позволила выполнять прямой перевод (англ. Zero-Shot Translations) между языковыми парами, которые явным образом не задавались при обучении.
Недавно Google анонсировала, что Переводчик Google может совершать перевод при помощи нейронных сетей без расшифровки текста. Это означает, что можно перевести речь, записанную на одном языке, в текст на другом языке без предварительного преобразования речи в текст. Согласно исследователям из Google Brain, этот промежуточный этап можно опустить при использовании нейронных сетей. Чтобы обучить этому систему, ей подали на вход много часов испанской речи с расшифровкой на английском языке. Различные слои нейронных сетей, которые имитируют человеческий мозг, смогли объединить соответствующие фрагменты и последовательно преобразовать звуковую волну в английский текст.

## В продуктах Google
В настоящее время технология проекта используется в системе распознавания речи в операционной системе Android, поиске по фотографиям в Google+ и рекомендациях видео в YouTube.

## Команда и местоположение
Первоначально Google Brain был создан научным сотрудником Google Джеффом Дином и приглашённым из Стэнфорда профессором Эндрю Ыном (позднее Ын покинул проект, чтобы возглавить группу искусственного интеллекта в Baidu). На 2017 год членами команды являются: Анелия Ангелова, Сэми Бенгио, Грег Коррадо, Джордж Дал (исследователь машинного обучения), Майкл Изард, Анжули Каннан, Уго Ларочелле, Квок Ле, Крис Ола, Винсент Ванхоке, Виджей Васудеван и Фернанда Вигас. Крис Латтнер, который создал язык программирования Apple Swift, а затем возглавлял команду беспилотных автомобилей Tesla в течение шести месяцев, присоединился к команде Google Brain в августе 2017 года.
Google Brain базируется в Маунтин-Вью и имеет филиалы в Кембридже, Лондоне, Монреале, Нью-Йорке, Сан-Франциско, Торонто, Цюрихе и Амстердаме.

## Признание
Google Brain получил всестороннее освещение в Wired Magazine, New York Times, Technology Review, National Public Radio и Big Think.